# Semiothisa gyliura
Semiothisa gyliura là một loài bướm đêm trong họ Geometridae.